# Hoya waymaniae
Hoya waymaniae ist eine Pflanzenart der Gattung der Wachsblumen (Hoya) aus der Unterfamilie der Seidenpflanzengewächse (Asclepiadoideae).

## Merkmale
Hoya waymaniae ist eine epiphytische, kletternde oder auch kriechende Pflanze mit windenden, stark verzweigten Trieben. Die steifen, sukkulenten Triebe messen im Querschnitt 4 mm und sind flaumig behaart. Sie bilden besonders in der Mitte der Internodien Haftwurzeln aus, mit denen sich die Pflanze an den Untergrund festheftet. Sie sind häufig rostfarben bis pink. Die Internodien sind 2 bis 10 cm lang, die Nodien sind verdickt und etwas abgeflacht. Die Blätter sind gestielt, die 1,4 mm dicken, in sich verdrehten Blattstiele sind bis 2 cm lang und flaumig behaart. Die Stiele sind auf der Oberseite etwas abgeflacht, jedoch nicht rinnig. Die Blattspreiten sind 5 bis 9 cm lang und 3 bis 5 cm breit. Die Ober- und Unterseite sind flaumig behaart, besonders die Unterseite. Die Ränder sind wellig, und meist sind kleine Verdickungen und Ausbuchtungen am Außenrand vorhanden. Die Spreiten sind dunkelgrün mit einer pinkfarbenen Pigmentierung oder auch mit silbrigen Flecken. Alle vegetativen Teile sondern bei Verletzung einen weißen Milchsaft ab. Die Blattnervatur tritt nur schwach hervor. Lediglich die Mittelrippe ist etwas deutlicher, oft leicht rinnig ausgebildet.
Der, relativ lose, doldenförmige Blütenstand mit flacher Oberseite hängt nach unten. Er besteht aus 12 bis 20 Blüten. Die Blütenstandsstiele sind extrem lang, bis zu 30 cm und fallen nach der Blüte bzw. nach der Ausbildung der Früchte und Samen ab. Die Blütenstiele sind bis 2 cm lang, bei einem Durchmesser von 1,4 mm. Sie sind gebogen und fein flaumig behaart. Die Kelchblätter sind elliptisch-dreieckig, 8 mm lang und an der Basis 1,6 mm breit. Die Oberfläche ist kahl, membranige Verbindungsstücke zwischen den Kelchblättern an der Basis sind vorhanden. Die gelblich bis tieforangefarbene Blütenkrone ist stark zurück gebogen und hat einen Durchmesser von 5 bis 9 mm. Ausgebreitet hätte sie einen Durchmesser von 1,6 cm. Sie ist außen kahl, innen fein flaumig behaart. Lediglich die die Spitzen der Kronblattzipfel sind ebenfalls kahl. Die Kronblattzipfel sind 5,7 mm lang und an der Basis 5 mm breit. Die gelbliche Nebenkrone ist im Zentrum rot gefärbt und hat etwa 3 bis 6 mm Durchmesser. Die Nebenkronenzipfel sind eiförmig, der äußere Fortsatz ist sehr breit gerundet bis fast herzförmig, der innere Fortsatz ist sehr kurz und seitlich eingeengt. Die membranösen Staubbeutel sind länglich-dreieck. Der Griffelkopf ist breit domartig.
Im Pollinarium sind die Pollinien länglich, 480 µm lang und 120 µm breit mit einem durchsichtigen inneren Rand vom Apex bis zu den Caudiculae. Die Caudiculae sind 250 µm lang, 120 µm dick, und setzen im rechten Winkel am Corpusculum an. Sie biegen dann im rechten Winkel um zum Ansatz an die Pollinia. Das Corpusculum ist sehr klein, 90 µm lang, einschließlich zwei spitzer Fortsätze am unteren Ende, und 70 µm breit. Die Blüten duften süßlich nach Honig. Nach Merdon-Bennack duften sie schwach nach Zitrone vermischt mit Kampfer. Sie scheiden wenig Nektar aus und halten sich etwa 7 Tage.

## Ähnliche Art
Hoya waymaniae hat ein sehr charakteristisches Pollinarium, das die Art von Hoya diptera Seem., Hoya eitapensis Schltr. und Hoya flavida Forster & Liddle.

## Geographische Verbreitung und Habitat
Die Art kommt im Bundesstaat Sabah (Malaysia) vor. Sie wächst dort an schattigen Orten am Boden kriechend oder in niedrige Bäume kletternd.

## Taxonomie
Das Taxon Hoya waymaniae wurde 1995 von Robert Dale Kloppenburg beschrieben. Die ursprüngliche Beschreibung basierte auf einer Pflanze unbekannter Herkunft in Kultur, die Kloppenburg von Ted Green erhalten hatte. Dieser hatte den Klon aus dem Sydney Botanical erhalten. Der Holotypus trägt die Nummer DC # 11. Kloppenburg ordnete Hpoya waymaniae der Sektion Acanthostemma (Blume) und der Subsektion Angusticarinata Kloppenburg zu. Sie ist zu Ehren von Ann Wayman benannt, die Herausgeberin von Fraterna, der Zeitschrift der International Hoya Association.